# 95 (getal)
95 (vijfennegentig) is het natuurlijke getal volgend op 94 en voorafgaand aan 96.
In de Franse taal (vooral in Frankrijk) is het getal 95 samengesteld uit meerdere telwoorden: quatre-vingt-quinze (4 × 20 + 15). Andere Franstaligen, zoals de Belgen en de Zwitsers, gebruiken nonante cinq.

## In de wiskunde
- 95 is een elfhoeksgetal.

## Overig
95 is ook:
- het jaar A.D. 95, 1695, 1795, 1895 en 1995.
- het landnummer voor internationale telefoongesprekken naar Myanmar.
- het atoomnummer van het scheikundig element Americium (Am).